# Chemseddine Amar
 (août 2016).
Si vous disposez d'ouvrages ou d'articles de référence ou si vous connaissez des sites web de qualité traitant du thème abordé ici, merci de compléter l'article en donnant les références utiles à sa vérifiabilité et en les liant à la section « Notes et références ».
Chemseddine Amar, né le  22 décembre 1987 à Amsterdam (Pays-Bas), est un acteur néerlandais d'origine algérienne

## Filmographie

### Cinéma
- 2006 : Langer Licht : frère de Soufian
- 2009 : SpangaS op Survival : Nassim Gharbi
- 2013 : Wolf : Adil

### Séries télévisées
- 2007 : SpangaS : Nassim Gharbi
- 2008 : Flikken Maastricht : Youssef El Hamdaoui
- 2009 : Vrienden Zonder Grenzen : Flo
- 2012 : Snackbar : Heertje
- 2014 : Assepoester: Een Modern Sprookje : Ahmed El Mansour